# Asz-Szukajk
Asz-Szukajk – wieś w Jordanii, w muhafazie Madaba. W 2015 roku liczyła 1433 mieszkańców.